# Schläfenbein

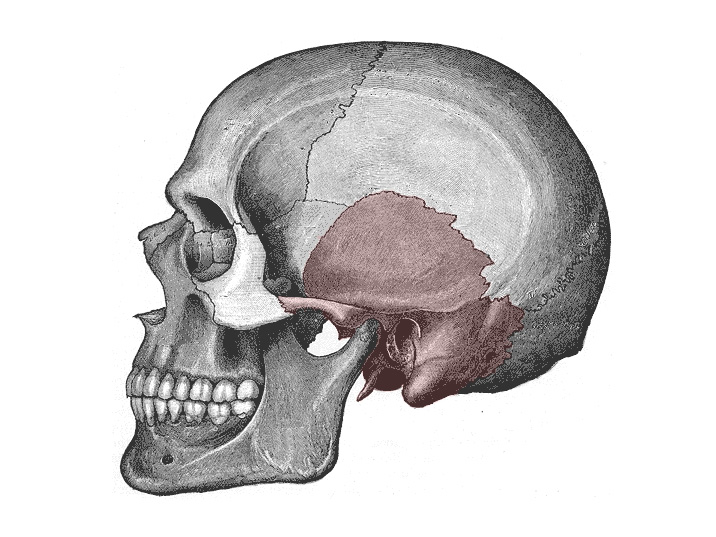
Schädel in Seitenansicht
Schläfenbein farbig markiert

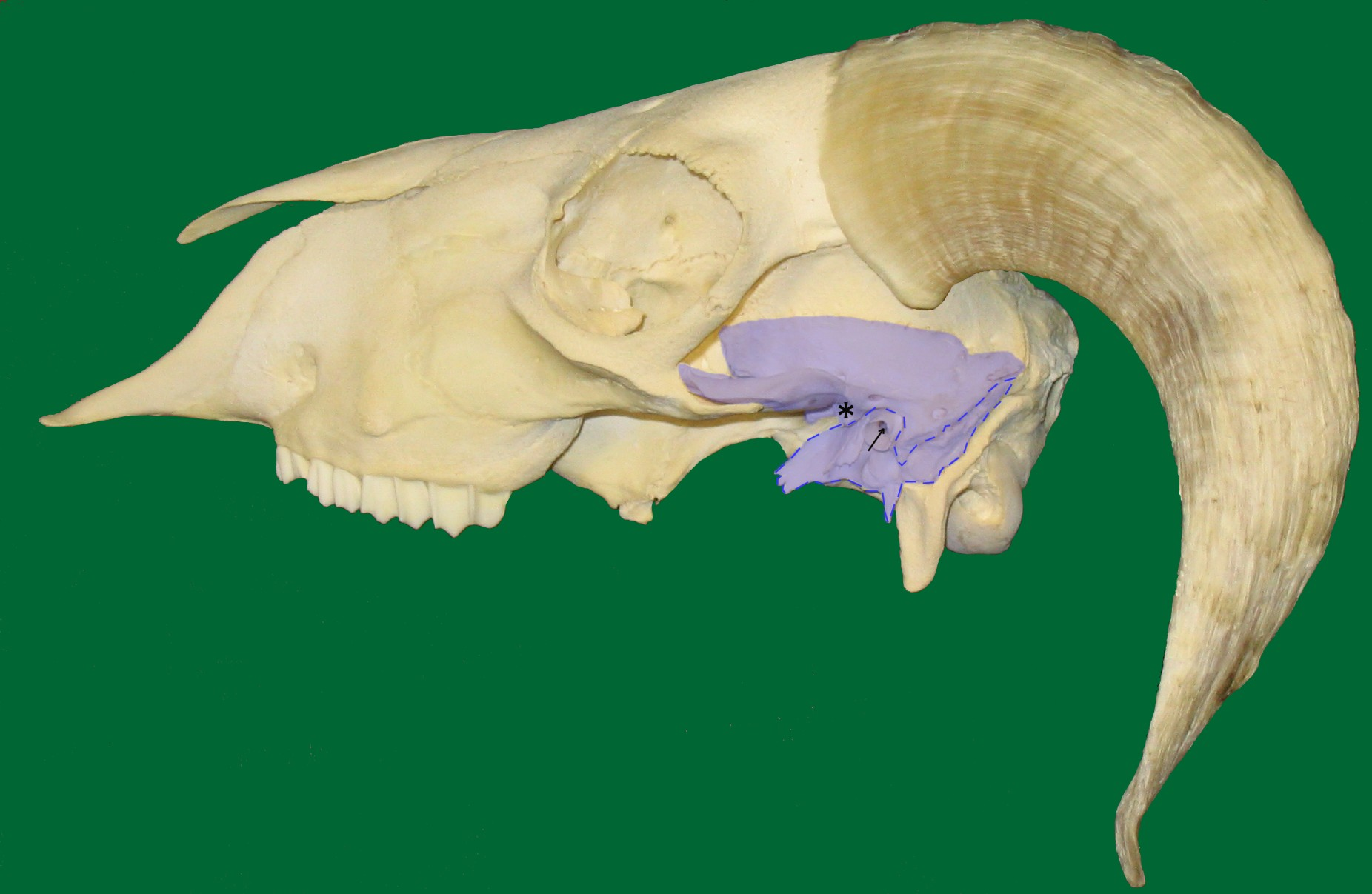
Schädel eines Schafes
Schläfenbein farbig markiert

Das Schläfenbein (lateinisch Os temporale) ist einer der Knochen des Hirnschädels. Es liegt seitlich im hinteren Schädelbereich. Das Schläfenbein beinhaltet Mittel- und Innenohr und bildet die Gelenkspfanne des Kiefergelenks.
Das Schläfenbein wird in vier Teile untergliedert:
- Pars squamosa (Schuppenteil)
- Pars tympanica (Paukenteil, umgibt den Gehörgang und das Mittelohr)
- Pars mastoidea (Warzenteil)
- Pars petrosa (Felsenteil, Felsenbein)

Während die Schläfenbeinschuppe (Pars squamosa) mit den benachbarten Schädelknochen durch Nähte (Suturae) verbunden ist, sind die übrigen Anteile des Schläfenbeins zwischen Schläfenbeinschuppe, Hinterhauptsbein, Keilbein und Scheitelbein eingekeilt und durch Bindegewebe befestigt (sogenannte Gomphosis). Deshalb werden diese Teile bei Tieren auch zusammen als Felsenbeinpyramide bezeichnet, beim Menschen jedoch nur die eigentliche Pars petrosa.

## Pars squamosa

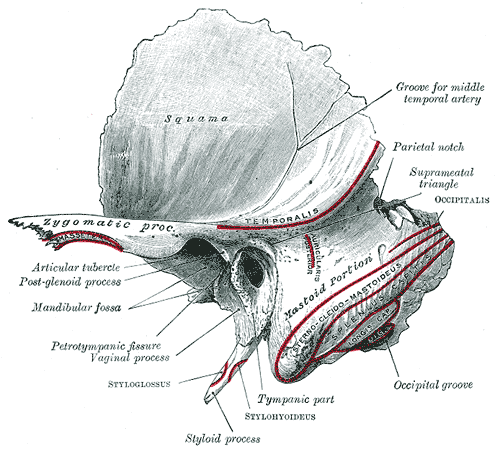
Linkes Schläfenbein des Menschen

Die Pars squamosa (Schuppenteil oder Schläfenbeinschuppe), phylogenetisch aus dem Schuppenbein (Squamosum) entstanden, ist der größte Abschnitt des Schläfenbeins und bildet einen Teil der seitlichen Wand der Schädelhöhle.
Im vorderen Bereich befindet sich der Jochbeinfortsatz (Processus zygomaticus ossis temporalis), der mit dem Processus temporalis des Jochbeins den Jochbogen (Arcus zygomaticus) bildet. In Richtung Hinterhaupt setzt sich der Jochbogen als seichte Leiste (Crista supramastoidea) über die gesamte Schläfenbeinschuppe fort.
An der Basis des Jochfortsatzes liegt die Gelenkfläche für das (sekundäre) Kiefergelenk der Säuger, die als Fossa mandibularis bezeichnet wird. Dahinter erhebt sich der Processus retroarticularis.

## Pars tympanica
Die Pars tympanica (Paukenteil) umgibt den äußeren Gehörgang (Porus acusticus externus) und bildet zusammen mit dem Trommelfell die laterale (seitliche) Wand der Paukenhöhle (Cavum tympani) und damit des Mittelohrs.
Bei einigen Säugetieren (Mensch, Pferde, Rinder) bildet der Paukenteil eine knöcherne Manschette um den Processus styloideus (Griffelfortsatz) des Paukenteils (Vagina processus styloidei). Zwischen dem Paukenteil und der Pars petrosa liegt eine Spalte, die Fissura petrotympanica. Durch sie zieht die Chorda tympani (Paukensaite) des Nervus facialis nach außen.

## Pars mastoidea
Die Pars mastoidea (Warzenteil) trägt den Warzenfortsatz (Processus mastoideus). Er dient dem Ansatz einiger langer Halsmuskeln (Musculus sternocleidomastoideus). Der Warzenfortsatz ist bei den meisten Säugetieren hohl. Die Höhle im Inneren des Warzenfortsatzes (Antrum mastoideum) ist wie das Mittelohr von einer Schleimhaut ausgekleidet und steht mit der Paukenhöhle über eine Öffnung (Aditus ad antrum) in Verbindung. Mit dem Antrum in Verbindung stehen in stark variablem Ausmaß weitere Hohlräume, die Warzenfortsatzzellen (Cellulae mastoideae). Antrum und Cellulae beinhalten Luft, die über das Mittelohr und die Ohrtrompete mit dem Nasenrachenraum in Verbindung steht. Im Jahr 1873 beschrieben Hermann Schwartze und Adolf Eysell eine Methode der Aufmeißelung des Processus mastoideus.

## Pars petrosa
Das Felsenbein oder die Felsenbeinpyramide (Pars petrosa [ossis temporalis], Petrosum, veraltet auch Pyramis) ist der härteste Knochen des Säugetier- und Menschenschädels und ein Abschnitt des Schläfenbeins (Os temporale).